# 龙泉镇 (海口市)
龙泉镇是中国海南省海口市龙华区下辖的一个镇。

## 行政区划
龙泉镇下辖东占社区、汉香村、扬亭村、新江村、五一村、仁新村、雅咏村、大叠村、椰子头村、美仁坡村、新联村、元平村、市井村、富伟村、永昌村、美定村、占符村、国扬村。